# La Vallée du solitaire
Pour plus de détails, voir Fiche technique et Distribution.
La Vallée du solitaire (High Lonesome) est un western américain réalisé par Alan Le May, sorti en 1950.

## Synopsis
Après s'être enfui du ranch où il a été sévèrement traité, un fuyard arrive à Big Bend, dans le Texas. Une nuit, au ranch du riche "Horse" Davis, il est surpris par le cuisiner en train de voler la nourriture familiale. Le lendemain, leur voisin Pat Farrell, futur époux d'Abby Davis, leur apprend qu'il recherche un fugitif qui a volé l'un de ses chevaux. Pour lui, il s'agit de Cooncat, le jeune fuyard surnommé tel quel par Abby, mais il n'a aucune preuve pour l'inculper. Réfugié chez les Davis, Cooncat tente de s'enfuir à plusieurs reprises mais il finit par avouer non seulement le vol de la monture mais aussi un meurtre commis quelques nuits plus tôt alors qu’il essayait de récupérer son argent. Selon lui, il a été forcé de tuer son acheteur Jim Shell, qui a essayé de l'escroquer, car deux inquiétants cow-boys, Smiling Man et Roper, l'ont obligé à l'abattre. L'histoire ne peut-être vérifiée, et la description des personnes fait référence à des gens morts depuis bien longtemps dans une sombre histoire de guerre de clôtures entre les deux gros rangers de la ville, les Davis et les Jessup, qui a marqué tous les gens de la région. Davis refuse de le croire car tous les Jessup et les deux cow-boys ont été abattus. Mais seule Meagan, sa cadette, croit à l'histoire de Cooncat et annonce qu'elle a aussi vu ces "revenants".
Un jour, les parents de Pat Farrell sont retrouvés morts. Accusé du double meurtre et pris pour un fou, Cooncat est sur le point d'être pendu. Pour prouver son innocence, et épaulé par Meagan, il va devoir retrouver le cadavre de Shell puis affronter Smiling Man et Roper...

## Fiche technique
- Titre : La Vallée du solitaire
- Titre original : High Lonesome
- Réalisation et scénario : Alan Le May
- Montage : Jack Ogilvie
- Musique : Rudy Schrager
- Photographie : W. Howard Greene
- Production : George Templeton
- Société de production : Le May-Templeton Pictures
- Société de distribution : Eagle-Lion Films
- Pays d'origine :  États-Unis
- Langue originale : anglais
- Format : Technicolor
- Genre : western
- Durée : 81 minutes
- Date de sortie :
  -  États-Unis : 1er septembre 1950

## Distribution
- John Drew Barrymore : Cooncat
- Chill Wills : Boatwhistle
- John Archer : Pat Farrell
- Lois Butler : Meagan Davis
- Kristine Miller : Abby Davis
- Basil Ruysdael : « Horse » Davis
- Jack Elam : Smiling Man
- Dave Kashner : Roper
- Frank Cordell : Frank
- Clem Fuller : Dixie
- Hugh Aiken : Art Simms
- Howard Joslin : Jim Shell